# Bernardino Manuel Machado
Bernardino Manuel Machado (,  — Araranguá, 31 de março de 1918) foi um político brasileiro.
Foi prefeito de São José em janeiro de 1890.
Foi deputado à Assembleia Legislativa de Santa Catarina na 2ª legislatura (1896 — 1897).